# Liste des longs métrages polonais proposés à l'Oscar du meilleur film international
Cet article présente la liste des longs métrages polonais proposés à l'Oscar du meilleur film international depuis 1958, lors de la 30e cérémonie des Oscars. La Pologne a ainsi proposé 49 films pour concourir dans cette catégorie ; parmi eux, 9 ont obtenu des nominations aux Oscars. Aucun film polonais n'avait remporté le prix jusqu'à Ida, en 2015.
L'Academy of Motion Picture Arts and Sciences (AMPAS) qui remet les Oscars du cinéma invite depuis 1957 les industries cinématographiques de tous les pays du monde à proposer le meilleur film de l'année pour concourir à l'Oscar du meilleur film en langue étrangère (autre que l'anglais). Le comité du prix supervise le processus et valide les films soumis. Par la suite, un vote à bulletin secret détermine les cinq nommés dans la catégorie, avant que le film lauréat ne soit élu par l'ensemble des membres de l'AMPAS, et que l'Oscar ne soit décerné lors de la cérémonie annuelle.

## Films proposés
| Année (Cérémonie) | Titre français                                           | Titre original                                          | Langue                                               | Réalisateur(s)                        | Résultat         |
| ----------------- | -------------------------------------------------------- | ------------------------------------------------------- | ---------------------------------------------------- | ------------------------------------- | ---------------- |
| 1958 (30e)        | Ils aimaient la vie                                      | Kanał                                                   | polonais                                             | Andrzej Wajda                         | Non nommé        |
| 1960 (32e)        | Satan de la septième classe (pl)                         | Szatan z siódmej klasy                                  | polonais                                             | Maria Kaniewska                       | Non nommé        |
| 1961 (33e)        | Les Chevaliers teutoniques                               | Krzyżacy                                                | polonais                                             | Aleksander Ford                       | Non nommé        |
| 1964 (36e)        | Le Couteau dans l'eau                                    | Nóż w wodzie                                            | polonais                                             | Roman Polanski                        | Nommé            |
| 1965 (37e)        | La Passagère                                             | Pasażerka                                               | polonais                                             | Andrzej Munk et Witold Lesiewicz      | Non nommé        |
| 1967 (39e)        | Le Pharaon                                               | Faraon                                                  | polonais                                             | Jerzy Kawalerowicz                    | Nommé            |
| 1969 (41e)        | Les Jours de Mathieu                                     | Żywot Mateusza                                          | polonais                                             | Witold Leszczyński                    | Non nommé        |
| 1970 (42e)        | Tout est à vendre                                        | Wszystko na sprzedaż                                    | polonais                                             | Andrzej Wajda                         | Non nommé        |
| 1971 (43e)        | Le Sel de la terre noire                                 | Sól ziemi czarnej                                       | polonais                                             | Kazimierz Kutz                        | Non nommé        |
| 1972 (44e)        | La Vie de famille                                        | Życie rodzinne                                          | polonais                                             | Krzysztof Zanussi                     | Non nommé        |
| 1973 (45e)        | La Perle de la couronne                                  | Perła w koronie                                         | polonais                                             | Kazimierz Kutz                        | Non nommé        |
| 1974 (46e)        | Kopernik (pl)                                            |                                                         | polonais                                             | Ewa Petelska et Czesław Petelski (pl) | Non nommé        |
| 1975 (47e)        | Plus fort que la tempête                                 | Potop                                                   | polonais                                             | Jerzy Hoffman                         | Nommé            |
| 1976 (48e)        | La Terre de la grande promesse                           | Ziemia obiecana                                         | polonais                                             | Andrzej Wajda                         | Nommé            |
| 1977 (49e)        | Nuits et Jours                                           | Noce i Dnie                                             | polonais                                             | Jerzy Antczak                         | Nommé            |
| 1978 (50e)        | Le Camouflage                                            | Barwy ochronne                                          | polonais                                             | Krzysztof Zanussi                     | Non nommé        |
| 1979 (51e)        | La Mort du Président                                     | Śmierć prezydenta                                       | polonais                                             | Jerzy Kawalerowicz                    | Non nommé        |
| 1980 (52e)        | Les Demoiselles de Wilko                                 | Panny z Wilka                                           | polonais                                             | Andrzej Wajda                         | Nommé            |
| 1981 (53e)        | Olimpiada ’40 (pl)                                       |                                                         | polonais                                             | Andrzej Kotkowski (pl)                | Non nommé        |
| 1982 (54e)        | L'Homme de fer                                           | Człowiek z żelaza                                       | polonais                                             | Andrzej Wajda                         | Nommé            |
| 1986 (58e)        | Yesterday                                                |                                                         | polonais                                             | Radosław Piwowarski (pl)              | Non nommé        |
| 1987 (59e)        | Siekierezada                                             |                                                         | polonais                                             | Witold Leszczyński                    | Non nommé        |
| 1988 (60e)        | Bohater roku (pl)                                        |                                                         | polonais                                             | Feliks Falk                           | Non nommé        |
| 1989 (61e)        | Brève histoire d'amour                                   | Krótki film o miłości                                   | polonais                                             | Krzysztof Kieślowski                  | Non nommé        |
| 1990 (62e)        | Kornblumenblau (pl)                                      |                                                         | polonais                                             | Leszek Wosiewicz (pl)                 | Non nommé        |
| 1991 (63e)        | Korczak                                                  |                                                         | polonais                                             | Andrzej Wajda                         | Non nommé        |
| 1992 (64e)        | La Double Vie de Véronique                               | Podwójne życie Weroniki                                 | français, polonais                                   | Krzysztof Kieślowski                  | Non nommé        |
| 1993 (65e)        | Wszystko co najważniejsze... (pl)                        |                                                         | polonais                                             | Robert Gliński                        | Non nommé        |
| 1994 (66e)        | Szwadron (pl)                                            |                                                         | polonais                                             | Juliusz Machulski                     | Non nommé        |
| 1995 (67e)        | Trois Couleurs : Blanc                                   | Trzy kolory. Biały                                      | français, polonais                                   | Krzysztof Kieślowski                  | Non nommé        |
| 1996 (68e)        | Les Corneilles (pl)                                      | Wrony                                                   | polonais                                             | Dorota Kędzierzawska                  | Non nommé        |
| 1997 (69e)        | Le Grand Galop (pl)                                      | Cwał                                                    | polonais                                             | Krzysztof Zanussi                     | Non nommé        |
| 1998 (70e)        | Historie miłosne (pl)                                    |                                                         | polonais                                             | Jerzy Stuhr                           | Non nommé        |
| 2000 (72e)        | Pan Tadeusz : Quand Napoléon traversait le Niémen        | Pan Tadeusz                                             | polonais                                             | Andrzej Wajda                         | Non nommé        |
| 2001 (73e)        | La Vie comme maladie mortelle sexuellement transmissible | Życie jako śmiertelna choroba przenoszona drogą płciową | polonais                                             | Krzysztof Zanussi                     | Non nommé        |
| 2002 (74e)        | Quo vadis ?                                              |                                                         | polonais                                             | Jerzy Kawalerowicz                    | Non nommé        |
| 2003 (75e)        | Edi (pl)                                                 |                                                         | polonais                                             | Piotr Trzaskalski (pl)                | Non nommé        |
| 2004 (76e)        | La Pornographie (pl)                                     | Pornografia                                             | polonais                                             | Jan Jakub Kolski                      | Non nommé        |
| 2005 (77e)        | Pręgi                                                    |                                                         | polonais                                             | Magdalena Piekorz (pl)                | Non nommé        |
| 2006 (78e)        | Komornik                                                 |                                                         | polonais                                             | Feliks Falk                           | Non nommé        |
| 2007 (79e)        | L'Apprenti                                               | Z odzysku                                               | polonais                                             | Sławomir Fabicki                      | Non nommé        |
| 2008 (80e)        | Katyń                                                    |                                                         | polonais                                             | Andrzej Wajda                         | Nommé            |
| 2009 (81e)        | Un conte d'été polonais                                  | Sztuczki                                                | polonais                                             | Andrzej Jakimowski                    | Non nommé        |
| 2010 (82e)        | Tribulations d'une amoureuse sous Staline                | Rewers                                                  | polonais                                             | Borys Lankosz                         | Non nommé        |
| 2011 (83e)        | Wszystko, co kocham (pl)                                 |                                                         | polonais                                             | Jacek Borcuch (pl)                    | Non nommé        |
| 2012 (84e)        | Sous la ville                                            | W ciemności                                             | polonais                                             | Agnieszka Holland                     | Nommé            |
| 2013 (85e)        | 80 milionów (pl)                                         |                                                         | polonais                                             | Waldemar Krzystek                     | Non nommé        |
| 2014 (86e)        | L'Homme du peuple                                        | Wałęsa. Człowiek z nadziei                              | polonais                                             | Andrzej Wajda                         | Non nommé        |
| 2015 (87e)        | Ida                                                      |                                                         | polonais                                             | Paweł Pawlikowski                     | Remporte l'Oscar |
| 2016 (88e)        | 11 Minutes                                               | 11 Minut                                                | polonais, anglais                                    | Jerzy Skolimowski                     | Non nommé        |
| 2017 (89e)        | Les Fleurs bleues                                        | Powidoki                                                | polonais                                             | Andrzej Wajda                         | Non nommé        |
| 2018 (90e)        | Tableau de chasse                                        | Pokot                                                   | polonais                                             | Agnieszka Holland                     | Non nommé        |
| 2019 (91e)        | Cold War                                                 | Zimna wojna                                             | polonais                                             | Paweł Pawlikowski                     | Nommé            |
| 2020 (92e)        | La Communion                                             | Boże Ciało                                              | polonais                                             | Jan Komasa                            | Nommé            |
| 2021 (93e)        | Le Masseur                                               | Śniegu już nigdy nie będzie                             | polonais                                             | Małgorzata Szumowska                  | Non nommé        |
| 2022 (94e)        | Varsovie 83, une affaire d'État                          | Żeby nie było śladów                                    | polonais                                             | Jan P. Matuszyński (pl)               | Non nommé        |
| 2023 (95e)        | Eo                                                       | Io                                                      | polonais                                             | Jerzy Skolimowski                     | Préselectionné   |
| 2024 (96e)        | La Jeune Fille et les Paysans                            | Chłopi                                                  | polonais                                             | Dorota Kobiela, Hugh Welchman         | Non nommé        |
| 2025 (97e)        | Pod wulkanem (pl)                                        |                                                         | ukrainien, espagnol, anglais, russe, allemand, wolof | Damian Kocur (pl)                     | En attente       |